# Président des Canaries
Le président des Canaries (en espagnol : Presidente de Canarias) est le chef du gouvernement et le représentant suprême de l'État espagnol aux Canaries.
L'actuel titulaire de ce poste est, depuis le 14 juillet 2023, le nationaliste Fernando Clavijo.

## Élection
Le président du gouvernement des Canaries est élu par le Parlement des Canaries (Parlamento de Canarias) parmi ses membres et nommé par le Roi d'Espagne.

### Procédure
Après avoir consulté les forces politiques représentées au sein de l'assemblée, et recueilli l'avis du bureau, le président du Parlement propose aux députés un candidat à la présidence du gouvernement. Cette proposition doit intervenir dans les dix jours qui suivent la session constitutive de la nouvelle législature ou la fin anticipée du mandat du chef du gouvernement.
Une séance plénière est alors convoquée, au cours de laquelle le candidat, dont le nom est lu par un secrétaire du bureau, présente son programme. Un débat s'engage ensuite avec les différentes forces politiques. Il se termine par un vote d'investiture. Pour l'emporter, le candidat doit recueillir la majorité absolue des députés, soit trente-et-une voix sur soixante.

### Échec
S'il échoue lors de ce premier vote, un second scrutin est organisé quarante-huit heures après, où la majorité simple suffit. En cas de nouvel échec, la procédure recommence jusqu'à l'investiture d'un président. Si personne n'est investi deux mois après le premier vote, le Parlement est dissous.

### Investiture
Une fois le candidat investi, le président du Parlement communique la nouvelle au souverain dans les vingt-quatre heures. Ce dernier procède alors à la nomination par décret royal, publié au Bulletin officiel de l'État (BOE) et au Bulletin officiel des Canaries (BOC). Le décret n'entre en vigueur qu'une fois publié au BOC.

## Fonctions
Le président des Canaries est à la fois chef du gouvernement régional, représentant de la communauté autonome et représentant de l'État sur le territoire régional.

### Chef de gouvernement
Dès sa nomination, il désigne le vice-président et les conseillers. Il décide également des conditions de leur éventuel intérim. En revanche, c'est le gouvernement qui crée, modifie et dissout les départements exécutifs (Consejerías), le Parlement étant tenu informé. Il nomme les hauts fonctionnaires que la loi régionale détermine.
Le chef de l'exécutif est chargé du maintien de l'unité de la direction politique et administrative de l'action gouvernementale, de l'établissement de la politique générale. Il veille à ce que l'action collective et individuelle des conseillers soit conforme à cette politique.
Il lui revient de convoquer, fixer l'ordre du jour et présider les réunions du gouvernement ou des commissions interdépartementales. Lorsqu'il l'estime nécessaire, il peut soumettre n'importe quelle question à l'exécutif. C'est également lui qui propose le programme législatif et coordonne l'exercice du pouvoir réglementaire. Il signe les décrets, dont il ordonne la publication au BOC. De même, il assure la coordination de l'exécution des décisions du gouvernement et de ses commissions.
Enfin, il peut poser au Parlement des Canaries une question de confiance sur son programme, une déclaration de politique générale, et doit lui transmettre toutes les informations qu'il réclame.

### Représentant de l'État
Au nom du roi d'Espagne, il promulgue les lois des Canaries, qu'il fait publier au BOC et au BOE.

### Bureaux
Le président dispose de deux bureaux, l'un à Las Palmas de Gran Canaria, l'autre à Santa Cruz de Tenerife. Il passe de l'un à l'autre à l'ouverture de chaque session ordinaire, étant disposé que le vice-président doit toujours se trouver là où le président n'est pas.

### Anciens présidents
Les anciens présidents conservent le prédicat d'excellence, qui leur est accordé au début de leur mandat. Ils reçoivent les honneurs protocolaires et préséances établis par les lois régionales. Ils ont le droit de toucher les compensations économiques que la loi fixe, ainsi que d'utiliser les moyens personnels et matériels que détermine le gouvernement.

## Structure d'appui
Pour l'assister dans l'exercice de ses fonctions, le président du gouvernement des Canaries dispose de la présidence du gouvernement, structurée ainsi : 
- Présidence du gouvernement des Canaries (Presidencia del Gobierno de Canarias) ;
  - Vice-département de la Présidence (Viceconsejería de la Presidencia) ;
    - Direction générale de la Recherche et de la Coordination du développement durable ;

  - Vice-département de l'Action extérieure (Viceconsejería de Acción Exterior) ;
    - Direction générale de l'Émigration ;
    - Direction générale des Relations extérieures ;

  - Vice-département de la Communication et des Relations avec les médias  (Viceconsejería de Comunicación y Relaciones con los Medios) ;
    - Direction générale de la Communication ;

  - Secrétariat général (Secretaría General) ;
  - Direction générale du cabinet du président (Dirección General del Gabinete del Presidente) ;
  - Vice-présidence (Vicepresidencia) ;
    - Direction générale du cabinet de la vice-présidence ;
    - Direction générale de la Coordination et de l'Appui à la vice-présidence ;
    - Direction générale des Relations institutionnelles de la vice-présidence.

## Fin des fonctions
Les fonctions du président prennent fin en cas de perte de la qualité de député, d'incompatibilité non résolue dans les dix jours suivant sa découverte, d'échec lors d'un vote de confiance, d'adoption d'une motion de censure, de tenues des élections régionales, de démission, de décès ou d'incapacité permanente.

### Motion de censure
À l'initiative de 15 % des députés, soit au moins onze élus sur soixante, une motion de censure constructive, qui prévoit un candidat à la présidence du gouvernement, peut être déposée. Le vote ne peut intervenir moins de cinq jours après le dépôt de la motion et est précédé d'un débat. Elle ne peut être adoptée qu'à la majorité absolue, soit trente-six voix au minimum.
En cas de succès, le candidat est proclamé président du gouvernement et nommé par le Roi. En cas d'échec, les signataires de la motion ne peuvent en déposer une nouvelle pendant la session en cours.

## Titulaires
Depuis la création de ce poste par le statut d'autonomie du 10 août 1982, il a été occupé par huit personnes. Jerónimo Saavedra, du Parti socialiste des Canaries-PSOE (PSC-PSOE), est le seul qui l'a occupé deux fois non consécutives. Il est aussi le seul à avoir fait l'objet d'une motion de censure.